# Veleno di Phoneutria nigriventer
Il veleno del ragno Phoneutria nigriventer, noto anche con il nome comune di "ragno delle banane", contiene una varietà di tossine che hanno in comune la capacità di agire sui canali del sodio voltaggio-dipendenti, calcio e potassio. Inoltre, hanno anche attività sul trasportatore del glutammato.

## Farmacodinamica

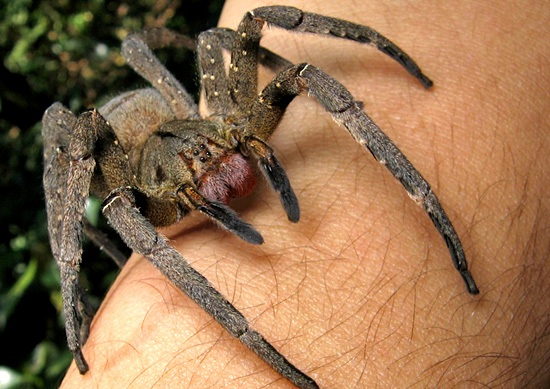
Il ragno Phoneutria nigriventer sul braccio di un uomo

Bastano 0,006 milligrammi di veleno iniettato per via intravenosa, oppure 0,134 inoculato sotto pelle, per uccidere un topo di 20 grammi di massa corporea.
Il veleno della Phoneutria nigriventer contiene una varietà di tossine che hanno in comune la capacità di agire sui canali del sodio voltaggio-dipendenti, calcio e potassio. Inoltre, hanno anche attività sul trasportatore del glutammato.
Queste tossine agiscono sui canali neuronali del sodio inibendoli; cosa che può condurre alla depolarizzazione delle fibre muscolari e delle terminazioni nervose in prossimità delle giunzioni neuromuscolari e all'attivazione del sistema nervoso autonomo fino a provocare il rilascio di neurotrasmettitori come l'acetilcolina e la catecolamina. I peptidi presenti nel suo veleno possono indurre contrazioni della muscolatura vascolare e aumentare la permeabilità vascolare attivando il sistema del tessuto callicreina e stimolando il rilascio di ossido di azoto (NO). La neurotossina PhTx3,  a concentrazioni letali provoca la perdita del controllo muscolare e problemi respiratori, con conseguente paralisi ed eventuale asfissia. Inoltre, il veleno provoca intenso dolore e infiammazione per un effetto eccitatorio del veleno sui recettori 5-HT4 della serotonina dei nervi sensoriali. Questa stimolazione dei nervi sensoriali provoca un rilascio di neuropeptidi come la sostanza P che innesca l'infiammazione e dolore acuto.
Questo aiuta a comprendere i sintomi locali e sistemici caratteristici del suo morso, tra cui si annoverano il priapismo che può condurre a impotenza, la tachicardia, il vomito, la diarrea, la parestesia, l'edema e lo shock anafilattico. Da quando nel 1996 furono sviluppati antidoti specifici per il suo veleno non si sono più registrati casi di morte, ma il pericolo non è scongiurato e permane soprattutto per i bambini e per le persone più deboli. La somministrazione dell'antiveleno è necessaria solo nel 2,3% dei casi.

### Tossine isolate
- PnTx1[4][5][6]
- PnTx2-5[7]
- PnTx2-6[8][9][10]
- PnTx3-1[11]
- PnTx3-3[12][13][14]
- PnTx3-4[15][16]
- PnTx3-6[17][18]
- PnTx4-3[19]

La Phoneutria nigriventer tossina-3 è chiamata anche veratridina. La Phoneutria nigriventer tossina-3 è  più comunemente conosciuta come PhTx3; è presente in natura solamente nel veleno del ragno Phoneutria nigriventer. Essa è una proteina ad azione calcio-antagonista ad ampio spettro, che inibisce anche il rilascio del glutammato, l'assorbimento del calcio e anche l'assorbimento glutammato nei sinaptosomi.

## Attività cliniche
Le tossine prodotte da animali velenosi sono il frutto di milioni di anni di evoluzione, in esse spesso si trovano attività farmacologicamente utili come il caso della tossina velenosa del ragno Phoneutria nigriventer, che sembra possedere attività di: 
- modulatore della funzione erettile,
- agente antipertensivo,
- analgesico,
- neuroprotettivo,
- antimicrobico.

Esse sono potenti bloccanti dei canali Ca2+ di tipo L e tipo N.

### Neuroprotezione
Il PhTx3 ha fornito prove robuste di neuroprotezione sulle ischemie cerebrali, mostrando un potenziale farmacologico come nuova classe di farmaco ad azione neuroprotettiva in modelli in vitro di ischemia cerebrale.

### Disfunzione erettile
È stato notato che a seguito del morso di questa specie inoltre vi siano particolari effetti collaterali negli organi sessuali maschili, nello specifico sono state analizzate erezioni durate fino a quattro ore. Pare che queste siano causate dalla tossina TX2-6 trovato nel veleno del ragno. Grazie a questa scoperta, gli scienziati sperano di poter aiutare gli uomini che soffrono di disfunzioni erettili. Si è notato che gli uomini che sono stati morsi da questo ragno nella maggior parte dei casi dichiarano di aver una vita sessuale migliorata da quando sono stati morsi.